# Сізиф Шеффера
Сізиф Шеффера (Sisyphus schaefferi) — вид жуків родини пластинчастовусих (Scarabaeidae).

## Поширення
Поширений у степових та напівпосушливих районах Європи, Північної Африки, Західної Азії на схід до Китаю.

## Опис
Довжина жука досягає семи-тринадцяти міліметрів. Чорне або чорно-коричневе матове тіло сильно вигнуте і звужене до спини. Тіло покрите волосками від жовтого до чорно-коричневого кольору. Волоски вигнуті і нахилені назад. Головний щиток виступає вперед, накриваючи очі та ротовий апарат. Останні три членики восьмичленикових вусиків витягнуті вперед і утворюють булаву майже яйцеподібної форми.
Надкрила під час польоту залишаються закритими. Вони сильно звужуються до спини і мають майже трикутну форму, з опуклим вигином по зовнішньому краю. Вони мають вісім неглибоких смуг.
Ноги пристосовані до оброблення, транспортування та захоронення посліду. Короткі передні ніжки риючого типу з трьома зовнішніми зубцями. Середні стегна широко розставлені і майже паралельні один одному. Середні кінцівки мають на кінці два міцні шипи. Задні лапи шарнірно зведені далеко назад. Вони булавоподібні і потовщені до кінчика. Задні гомілки довгі та вигнуті так, що вони можуть частково охоплювати кульки гною. Вони розширені і зазубрені до спини. Вони мають лише один кінцевий шип. Всі лапки п'ятичленикові.

## Спосіб життя
Жук добре літає і риє нори, куди дорослі особини пересувають кульку гною. Самиця відкладає яйця в нору, а личинки, що вилупилися, харчуються послідом з кульки.